# یوریت برخسما
یوریت برخسما (هلندی: Jorrit Bergsma؛ زادهٔ ۱ فوریهٔ ۱۹۸۶) اسکیت‌باز سرعت اهل هلند است.
از افتخارات وی میتوان به کسب مدال طلا در بازی‌های المپیک زمستانی ۲۰۱۴ اشاره کرد.